# Cinglis humifusaria
Cinglis humifusaria is een vlinder uit de familie spanners (Geometridae). De wetenschappelijke naam is voor het eerst geldig gepubliceerd in 1837 door Eversmann.
De soort komt voor in Europa.